# Camarosporium lauri
Camarosporium lauri är en svampart som beskrevs av Sacc. 1937. Camarosporium lauri ingår i släktet Camarosporium, ordningen Botryosphaeriales, klassen Dothideomycetes, divisionen sporsäcksvampar och riket svampar.   Inga underarter finns listade i Catalogue of Life.